# Kazimierz Kuzian
Kazimierz Kuzian (ur. 27 lipca 1899 r. w Stanisławowie, zm. 11 lipca 1988 r. w Dorthford) – pułkownik pilot Wojska Polskiego, oficer Polskich Sił Powietrznych, dowódca 113. i 112. eskadry myśliwskiej, dywizjonu 300, kawaler Virtuti Militari.

## Życiorys
Syn Bolesława i Adeli Zubrzyckej. Po zdaniu matury w 1917 r. został powołany do odbycia służby w armii cesarskiej. Odbył szkolenie w szkole oficerskiej, po którym został przydzielony do 11. pułku ułanów, następnie został skierowany do Szkoły Oficerów Rezerwy Artylerii w Ołomuńcu, którą ukończył rok później. Zgłosił się do odrodzonego Wojska Polskiego, wziął udział w obronie Lwowa. Podczas walk dostał się do niewoli ukraińskiej, został zwolniony w czerwcu 1919 r.
W czasie wojny polsko-bolszewickiej służył w 5. pułku artylerii ciężkiej. Po zakończeniu działań wojennych pozostał w służbie wojskowej, służył w 7. pułku artylerii ciężkiej i 2. pułku artylerii górskiej. W ramach podnoszenia kwalifikacji w kwietniu 1922 r. w Szkole Obserwatorów Balonowych ukończył kurs obserwatora, od marca do lipca 1923 r. odbył kurs pilotażu w Szkole Pilotów w Bydgoszczy, po którym został przeniesiony do 2. pułku lotniczego. Rok później odbył kurs wyższego pilotażu, a w 1926 r. został przeniesiony do 11. pułku myśliwskiego. W maju 1926 r. był instruktorem pilotażu na kursie aplikacyjnym dla oficerów z innych broni. 12 sierpnia 1926 r., po śmierci kpt. pil. Ignacego Prawdzic-Sękowskiego, przejął obowiązki dowódcy 113. eskadry myśliwskiej w 11. pułku. Zaprojektował również godło jednostki – uskrzydlony grot.
Po przeformowaniu 11. pułku myśliwskiego w 5 pułk lotniczy pozostał w jego składzie, w 1929 r. objął w nim dowództwo nad eskadrą treningową. W 1930 r. został przeniesiony do 1. pułku lotniczego, gdzie od 1 lutego zastępował dowódcę 112. eskadry myśliwskiej. 17 kwietnia 1931 r. objął nad nią dowództwo. W kwietniu 1932 r. pełnił funkcję instruktora pilotażu na kursie wyższego pilotażu przy Szkole Strzelania Lotniczego i Bombardowania w Grudziądzu. W 1933 r., jako członek zespołu III/1. Dyonu Myśliwskiego, wziął udział w międzynarodowych Zawodach Lotnictwa Myśliwskiego w Bukareszcie, podczas których polski zespół zajął I miejsce. W lipcu został skierowany na kurs doskonalący w Centrum Wyszkolenia Piechoty w Rembertowie. 2 czerwca 1934 r. został oficerem taktycznym III/1 dywizjonu.
1 lipca 1935 r., zgodnie z własnym życzeniem, zakończył służbę wojskową. Do służby czynnej powrócił w ramach sierpniowej mobilizacji w 1939 r. 28 sierpnia 1939 r. objął stanowisko dowódcy eskadry zapasowej w 5 pl. Po agresji ZSRR na Polskę ewakuował się do Rumunii a następnie do Francji, gdzie trafił do polskiego ośrodka zbornego Lyon-Bron. Został dowódcą klucza mającego bronić Nantes przed atakami Luftwaffe. Z powodu braku francuskiego dowództwa bazy Polacy trafili pod dowództwo angielskie, był to pierwszy kontakt Kuziana z armią brytyjską.
Po klęsce Francji został ewakuowany do Wielkiej Brytanii, gdzie zgłosił się do służby w Polskich Siłach Powietrznych. Otrzymał numer służbowy RAF P-0794. Przeszedł przeszkolenie na sprzęcie brytyjskim w 25 Elementary Flying Training School, po jego ukończeniu pozostał w niej jako instruktor pilotażu. W marcu 1942 r. został przeniesiony do 16 Secondary Flying School w Newton na stanowisko instruktora pilotażu. 12 października 1942 r. służył jako instruktor w 18 Operational Training Unit w Bramcote, od 11 kwietnia 1943 służył w 25. OTU w Finningley.
15 kwietnia 1943 r. został przydzielony do dywizjonu 300, gdzie objął stanowisko dowódcy eskadry. 18 listopada objął stanowisko dowódcy dywizjonu i sprawował je do 18 stycznia 1944 r. Następnie był szefem wyszkolenia w 16 SFTS. 7 listopada 1944 r. został odznaczony Distinguished Flying Cross. 1 kwietnia 1945 r. został mianowany dowódcą 25 EFTS. Po zakończeniu działań wojennych nie zdecydował się na powrót do Polski. Został zdemobilizowany w stopniu podpułkownika, w 1964 r. otrzymał awans na pułkownika. Zmarł 11 lipca 1988 r. w Dorthford, został pochowany na cmentarzu Gunnersbury w Londynie.

## Ordery i odznaczenia
Za swą służbę otrzymał odznaczenia:
- Krzyż Srebrny Virtuti Militari nr 8490,
- Krzyż Walecznych – dwukrotnie,
- Medal Niepodległości,
- Złoty Krzyż Zasługi,
- Srebrny Krzyż Zasługi,
- Krzyż Obrony Lwowa,
- Medal Lotniczy – czterokrotnie,
- Odznaka pamiątkowa „Orlęta”,
- Polowa Odznaka Pilota nr 1326,
- Distinguished Flying Cross.